# Емельянов, Дмитрий Павлович
Дмитрий Павлович Емельянов (бел. Дзмітрый Паўлавіч Емяльянаў; род. 2 июня 2004, Гомель) — белорусский футболист, нападающий клуба «Гомель».

## Карьера

### «Гомель»

#### Начало карьеры
Воспитанник футбольной академии «Гомеля». В 2021 году футболист стал выступать за дублирующий состав гомельского клуба. Также футболист в конце 2021 года стал подтягиваться к матчам с основной командой, однако на поле так и не вышел. В марте 2022 года футболист заключил с клубом свой первый профессиональный контракт. Футболист сразу же стал попадать в заявки на матчи с основной командой клуба. Дебютировал за клуб футболист 16 апреля 2022 года в матче против могилёвского «Днепра», выйдя на замену на 78 минуте. Также футболист вместе с клубом стал обладателем Кубка Беларуси, однако в самом финале участие не принимал. В последствии футболист больше не принимал участие в матчах с основной командой клуба, отправившись дальше выступать за дублирующий состав. По итогу своего дебютного сезона футболист вместе с клубом завершил чемпионат на итоговом седьмом месте.

#### Аренда в «Локомотив» Гомель
В марте 2024 года футболист на правах арендного соглашения присоединился к гомельскому «Локомотиву», соглашение с которым рассчитано до конца сезона. Дебютировал за клуб футболист 7 апреля 2024 года в матче против витебского «Макслайна», выйдя на замену на 88 минуте. Дебютным забитым голом за клуб футболист отличился 6 сентября 2024 года в матче против борисовского БАТЭ-2. По итогу сезона футболист вместе с клубом завершил чемпионат на итоговом двенадцатом месте в турнирной таблице. Первоначально футболист выступал за гомельский клуб в роли игрока замены, однако затем с конца августа 2024 года закрепился в стартовом составе, став одним из ключевых игроков, отличившись 4 забитыми голами и результативной передачей. В декабре 2024 года футболист покинул гомельский клуб по окончании сркоа арендного соглашения. 

#### Сезон 2025
В феврале 2022 года футболист продлил контракт с «Гомелем», подписав новое двухлетнее соглашение. В конце мая 2025 года футболист отправился в расположение второй команды клуба, которая принимает участие в Первой лиге. Первый матч за клуб футболист сыграл 31 мая 2025 года против минского клуба «Юни Икс Лабс», выйдя на замену на 72 минуте. Дебютным забитым голом за клуб футболист отличился в своём следующем матче 14 июня 2025 года против «Барановичей».

## Международная карьера
В 2021 году был вызван в юношескую сборную Беларуси до 18 лет. В марте 2022 года получил приглашение в юношескую сборную Беларуси до 19 лет.

## Достижения
«Гомель»
- Обладатель Кубка Беларуси: 2021/22